# Mycoplasma
Mycoplasma là một nhóm vi khuẩn, trong đó, một số loại trong nhóm có khả năng gây bệnh ở người và động vật.

## Cấu tạo
Mycoplasma là một trong những vi sinh vật nhỏ nhất được phát hiện. Có đường kính dao động từ 0,2- 0,8 µm, Mycoplasma có thể tồn tại mà không cần oxy và có nhiều hình dạng khác nhau. Mycoplasma, không giống như nhiều vi khuẩn khác, không có thành tế bào. Đặc tính này làm cho chúng kháng tự nhiên với nhiều loại kháng sinh phổ biến như penicillin hoặc các loại kháng sinh beta-lactam khác nhắm vào thành tế bào. Chúng có thể ký sinh hoặc hoại sinh

## Gây hại cho người
Bệnh do Mycoplasma gây ra thường khó phát hiện, chẩn đoán và khó chữa trị. Có các loại Mycoplasma gây hại cho người như: Mycoplasma pneumoniae, là nguyên nhân chủ yếu gây bệnh cho người, gây ra viêm đường hô hấp, hay Mycoplasma genitalium, các loài Ureaplasma (bao gồm U parvum và U urealyticum) và M hominis, cả hai đều là các loài cộng sinh và gây bệnh đường sinh dục tiết niệu. Các loài khác hiếm gặp hơn, bao gồm M aphoriforme, M fermentans, M penetrans, M pirum và M faucium hoặc haemotrophic mycoplasmas từ động vật truyền sang người và có liên quan đến bệnh ở người.